# Pandanus lamekotensis
Pandanus lamekotensis là một loài thực vật có hoa trong họ Dứa dại. Loài này được Markgr. miêu tả khoa học đầu tiên năm 1927.